# Barb Miller
Barb Miller (née en 1958 ou 1959) est une femme politique canadienne, membre du Nouveau Parti démocratique de l'Alberta.
De 2015 à 2019, elle est élue à l'Assemblée législative de l'Alberta représentant la circonscription de Red Deer-Sud. 